# 纖而樂

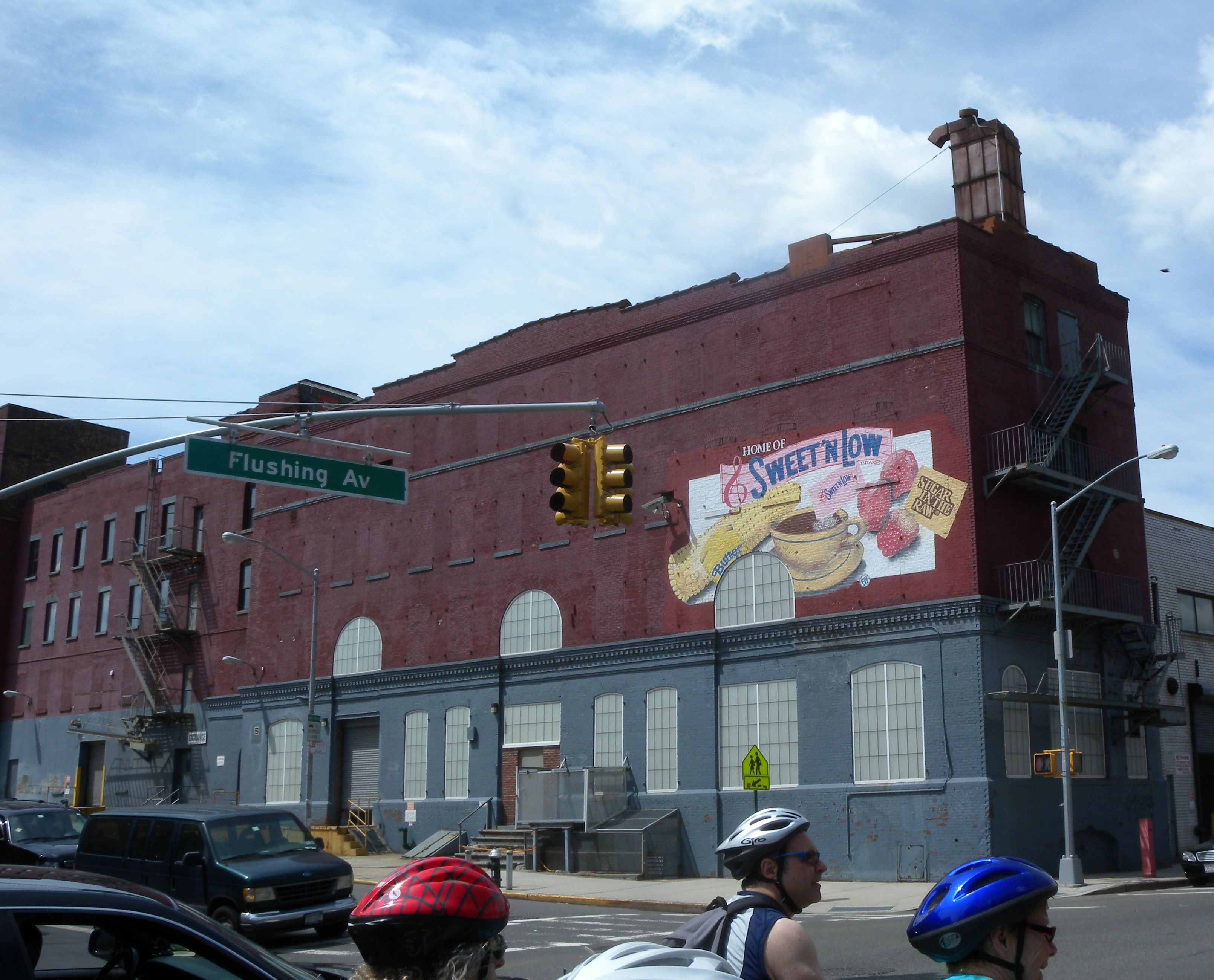
纤而乐工厂

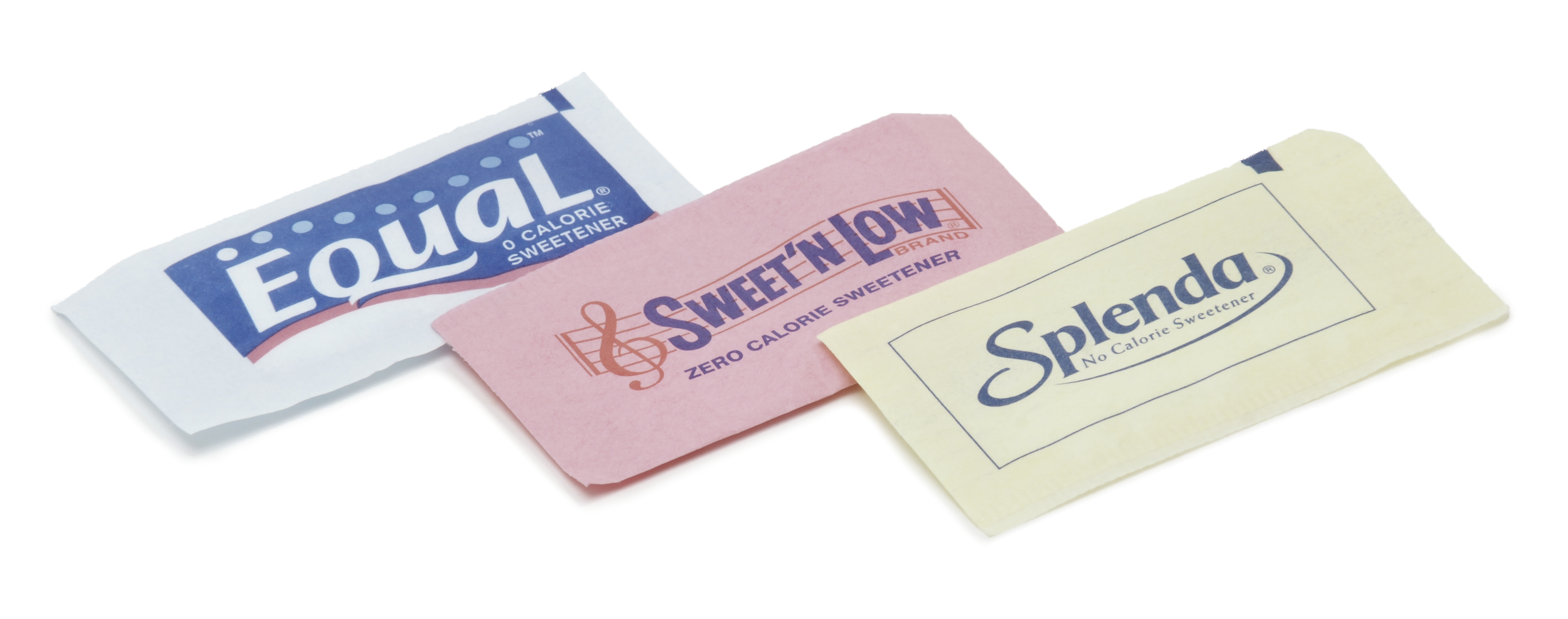
不同零卡代糖包装袋

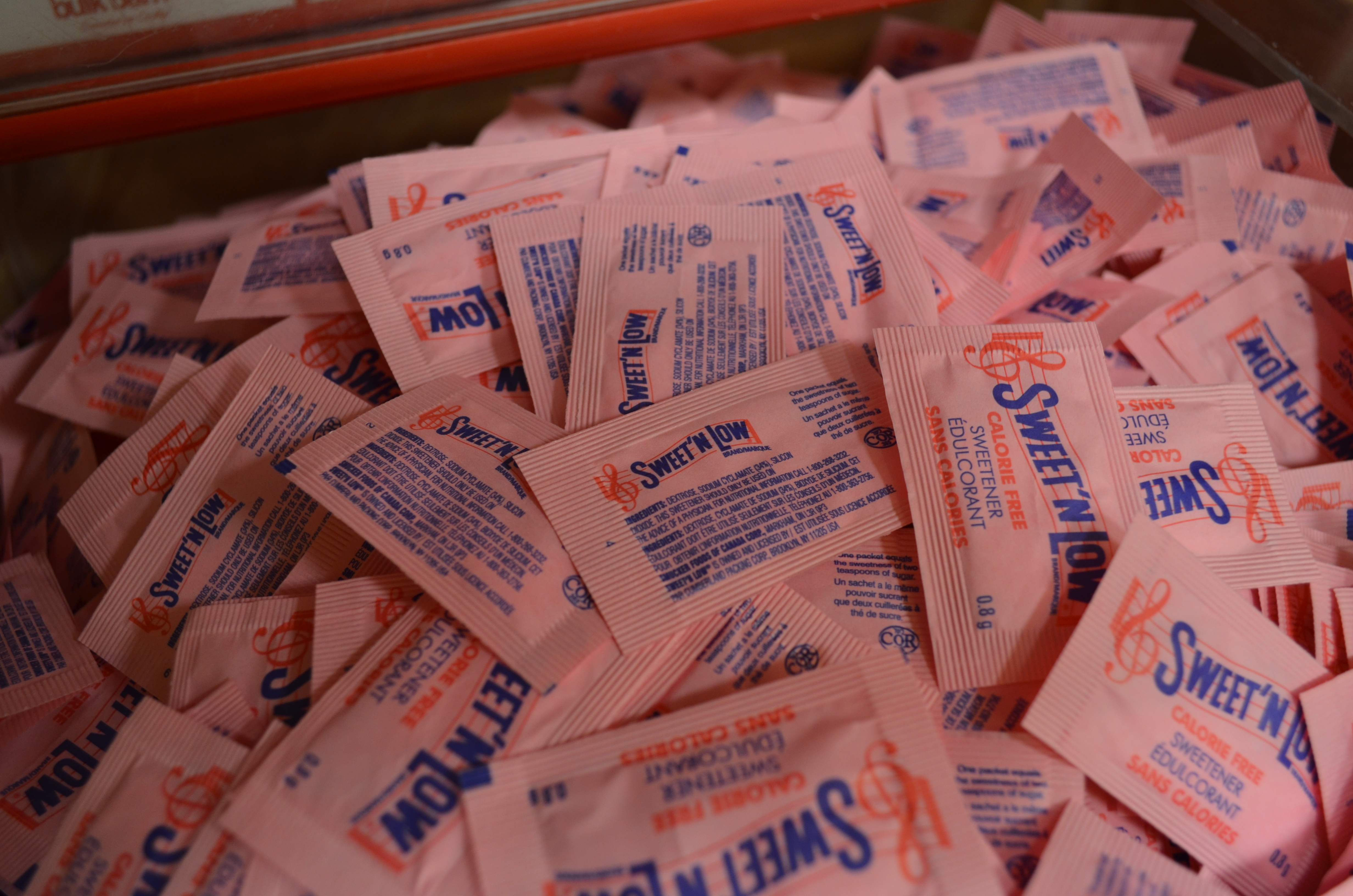
纤而乐包装，展示的是加拿大甜蜜素配方

纖而樂（Sweet'n Low、Sweet'N Low）是一种糖替代品品牌，目前主要由颗粒糖精制成（加拿大除外，因为加拿大使用的是甜蜜素）。1958年纤而乐在美国推出时，是以甜蜜素为基础的，但在1969年被以糖精为基础的配方所取代。它也是一个品牌名称，适用于一系列甜味剂和甜味产品，其中一些含有糖精或甜蜜素以外的甜味剂。目前已生产了超过5000亿包纤而乐产品。
在美国，纤而乐由坎伯兰包装公司生产和分销，该公司还生产紅糖和Stevia in the Raw；在英国，纤而乐由Dietary Foods Ltd生产和分销。纤而乐已授权伯纳德食品工业公司生产一系列低热量烘焙混合料。其专利是美國專利第3,625,711号。

## 历史
1878年，约翰斯·霍普金斯大学研究煤焦油衍生物的化学家康斯坦丁·法勒伯格发现了糖精。虽然糖精在发现后不久就实现了商业化，但直到几十年后才开始广泛使用。纤而乐由布魯克林造船廠自助餐厅前老板本杰明·艾森斯塔特（Benjamin Eisenstadt）和他的儿子马文·艾森斯塔特（Marvin Eisenstadt）于1957年首次推出。年长的艾森斯塔特早先发明了糖包，但没有申请专利，而人造甜味剂包正是这项业务的衍生产品。他们两人率先在市场上销售粉末状的代糖。他们的分销公司坎伯兰包装公司至今仍控制着该产品。
公司仍设在本原来的餐厅所在地，但不再在那里生产或包装产品。自1957年起，该公司在布鲁克林经营一家纤而乐生产和包装厂，但该公司于2016年宣布将关闭该厂，并将这些职能转移到美国其他地方。该厂最后雇用了300名工会生产员工，并仍在使用古董设备。

## 品牌和广告
纤而乐（Sweet'n Low）这个名字源于约瑟夫·巴恩比1863年创作的一首歌曲，其歌名和歌词均来自丁尼生的诗歌《The Princess: Sweet and Low》。[2]该产品的名称和五線譜标志在美国的商标注册号为3,317,421号。
2005年左右，坎伯兰包装公司与米高梅公司就2006年电影粉红豹达成了赞助协议。因此，粉红豹动画人物出现在甜味剂的粉色包装和电视广告上。
到2010年，“粉红豹 ”的卡通形象已被一种让人联想起20世纪60和70年代的图案所取代（新聘用的广告代理公司Mother认为这种图案在2010年代已重新成为时尚），以扩大该品牌对传统45岁及以上女性人口之外的顾客的吸引力。广告代理公司认为，之前使用雷吉斯·菲爾賓和“粉红豹 ”的广告借用了其他品牌的品牌资产，而不是声称自己的文化相关性。